# Василий Медная Рука
Васи́лий Ме́дная Рука́ (ср.-греч. Βασίλειος ὁ Χαλκόχειρ; казнён в 932) — предводитель крупного крестьянского восстания, вспыхнувшего в византийской феме Опсикий на северо-западе Малой Азии около 932 года.

## Биография
Известно, что Василий был родом из византийской провинции Македония. В 920-х годах он взял себе имя византийского полководца-узурпатора Константина Дуки, убитого в результате неудачного мятежа 913 года; находясь на территории фемы Опсикий в Вифинии к югу от Константинополя, Василий приобрёл там множество сторонников и начал готовить восстание. За это он был арестован местным турмархом и выслан в столицу, где префект города приговорил его к отсечению правой руки.
По возвращении в Вифинию Василию пришлось приделать себе «медную руку», к которой был прикреплён огромный меч. Сильнейший голод 928 года стал предпосылкой для начала нового восстания. К Василию присоединялись обездоленные крестьяне и бедняки, и в 932 году отряды восставших захватили крепость Платея, сделав её своим оплотом. Оттуда мятежники совершали набеги на окрестные земли, грабя всех подряд и утаскивая добычу на свою базу. Однако вскоре императорские войска расправились с восставшими, а Василий был схвачен и доставлен в Константинополь. На суде он обвинил нескольких богатых вельмож в поддержке восстания, однако ему не поверили. Василий Медная рука был публично сожжён на костре на столичной площади Амастриан.
Предполагается, что это восстание вынудило императора Романа I Лакапина (пр. 920—944) издать указы в защиту крестьянского землевладения и против динатов в 934 и 943 годах.